# 동수단어족
동수단어족(Eastern Sudanic languages)는 주로 9개의 어군을 묶은 가설적인 어족으로, 나일사하라어족의 한 분파를 이룰 수도 있다. 소속 언어는 북으로는 이집트 남부에서 남으로는 탄자니아 북부까지 분포한다. 그 중 누비아어(어쩌면 메로에어)가 가장 기록된 역사가 오래되었다. 그러나 가장 사용 지역이 넓은 것은 나일어족인데, 이는 비교적 최근의 동아프리카로의 확장에 따른 것이다. "동수단"이라는 이름은 국가로서의 수단 공화국 영토를 포함하는 더 넓은 수단이라는 지역 분류에 따른 것으로서 중앙수단어족이나 서수단어족(만데어족의 다른 이름)이라는 명칭과 대비된다.

## 분류
Bender (2000)는 1인칭 단수 대명사가 /k/를 가지고 있는지 /n/을 가지고 있는지에 따라 각각 북부와 남부의 어파로 분류한다.
- 북부 동수단어파 (k 어파)
  - 누비아어군(Nubian)
  - 나라어(Nara)
  - 니마어군(Nyima)
  - 타마어군(Taman)
  - 메로에어?
- 남부 동수단어파 (n 어파)
  - 수르마어군(Surmic)
  - 동제벨어군(Eastern Jebel)
  - 테메인어군(Temein)
  - 다주어군(Daju)
  - 나일어군(Nilotic)